# Екру (Мисисипи)
Екру (енгл. Ecru) град је у америчкој савезној држави Мисисипи.

## Демографија
По попису из 2010. године број становника је 895, што је 52 (-5,5%) становника мање него 2000. године.
| Група             | 2000.       | 2010.       |
| Белци             | 774 (81,7%) | 692 (77,3%) |
| Афроамериканци    | 136 (14,4%) | 114 (12,7%) |
| Азијати           | 0 (0,0%)    | 5 (0,6%)    |
| Хиспаноамериканци | 25 (2,6%)   | 74 (8,3%)   |
| Укупно            | 947         | 895         |